# Jean-Louis Debré

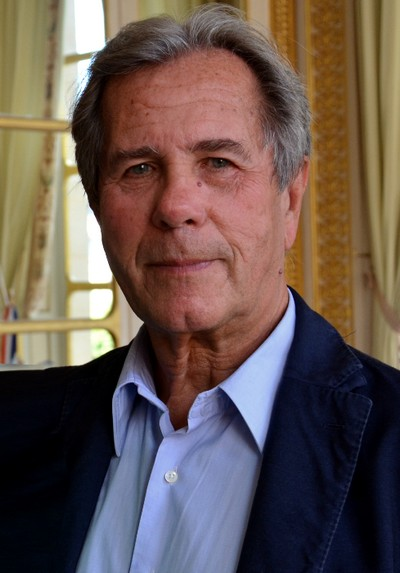
Jean-Louis Debré im September 2012

Jean-Louis Debré (* 30. September 1944 in Toulouse; † 4. März 2025) war ein französischer Politiker (UMP) und Jurist. Von 2007 bis 2016 war er Präsident des französischen Verfassungsgerichts, des Conseil constitutionnel. Zuvor war er unter anderem von 2002 bis 2007 Präsident der französischen Nationalversammlung.

## Lebensweg

### Herkunft, Ausbildung und Tätigkeit als Jurist
Jean-Louis Debré war der Sohn des französischen Premierministers zwischen 1959 und 1962, Michel Debré, und gehörte damit der in Frankreich bekannten Familie Debré an. Debré verfehlte aufgrund eines Rückenleidens das französische Abitur (baccalauréat), erwarb aber über ein Capacité en droit eine Studienberechtigung für Rechtswissenschaften. Dieses schloss er mit einem Diplom in öffentlichem Recht und Politikwissenschaften ab und wurde in öffentlichem Recht promoviert. Er studierte auch an der Sciences Po, von der er allerdings keinen Abschluss erhielt.
Von 1971 bis 1975 arbeitete Debré als Assistent an der Juristischen Fakultät der Universität Paris. 1976 bis 1978 arbeitete er bei der Staatsanwaltschaft am Tribunal de Grande Instance Évry-Corbeil, bevor er 1978 kurzzeitig als Beamter ins Justizministerium wechselte. 1979 kehrte er als Ermittlungsrichter am Tribunal de Grande Instance von Paris in die Justiz zurück. Seit 1986 war er hauptberuflich Politiker bzw. Verfassungsrichter.

### Politische Tätigkeiten
Debré politische Karriere begann durch die Positionen in den Büros von Jacques Chirac (1973 bis 1976) und Maurice Papon (1978 bis 1979). Parallel zu seiner Tätigkeit an der Universität in Paris und in der Justiz war er 1973 bis 1974 Berater von Jacques Chirac in dessen Funktionen als Landwirtschaftsminister (1973–1974) und dann als Innenminister (1974), anschließend arbeitete er von 1974 bis 1976 im Büro des Premierministers Chirac. 1978 bis 1979 war er Büroleiter von Maurice Papon, der im Kabinett Barre III Haushaltsminister war.
1986 wurde Debré erstmals für das Département Eure und als Kandidat des Rassemblement pour la République in die Nationalversammlung gewählt. Dieser gehörte er, unterbrochen durch seine Mitgliedschaft in der Regierung, bis 2007 an. In seinen ersten Jahren war er in der Nationalversammlung vor allem im Rechtsausschuss und in verschiedenen Untersuchungsausschüssen tätig. Von 1990 bis 1995 war er Vizepräsident der Fraktion des RPR. Parallel zu seiner Mitgliedschaft in der Nationalversammlung war Debré ab 1986 Stadtrat in Évreux. 1995 kandidierte er dort nicht wieder und wurde stattdessen für das 18. Arrondissement in das Conseil de Paris, den Stadt- und Generalrat, gewählt. Dieses wählte ihn zum Beigeordneten des Pariser Bürgermeisters Jean Tiberi. Aus diesen Funktionen schied er 1997 aus, weil er politisch in das Département Eure zurückkehrte.
1995 wurde Debré vom neu ernannten Premierminister Alain Juppé als Innenminister in seine Regierung berufen. Er gehörte auch der zweiten Regierung Juppés an. Nach der Wahlniederlage der rechten Parteien bei der Parlamentswahl 1997 schied Debré aus der Regierungsfunktion aus.
Bei der Parlamentswahl 1997 war Debré wieder als Abgeordneter für das Département Eure gewählt worden. In der Nationalversammlung wurde er im September 1997 Fraktionsvorsitzender des RPR, was er bis 2002 blieb. Nach dem Wahlsieg der Union pour la majorité présidentielle bei der Parlamentswahl 2002 wurde er für die UMP Präsident der Nationalversammlung. Dies blieb er bis zu seiner Ernennung zum Präsidenten des Conseil constitutionnel im März 2007. Bei der Kommunalwahl 2001 kandidierte Debré als Spitzenkandidat für den Stadtrat von Évreux und wurde nach dem Wahlsieg seiner Liste zum Bürgermeister der Stadt gewählt. Auch diese Funktionen legte er im März 2007 nieder.
Debré galt in seiner politischen Karriere als Vertrauter von Jacques Chirac. Er unterstützte diesen in den Auseinandersetzungen um die Präsidentschaftskandidatur für das rechte Lager 1995, als sowohl Chirac als auch Édouard Balladur kandidierten. Ebenso unterstützte er Chirac bei dessen Konflikten mit Nicolas Sarkozy während Chiracs zweiter Amtszeit 2002 bis 2007.

### Präsident desConseil constitutionnel
Am 23. Februar 2007 wurde Debré von Staatspräsident Jacques Chirac zum Mitglied und unmittelbar zum Präsidenten des Conseil constitutionnel ernannt. Am 5. März 2007 wurde er vereidigt und trat damit sein Amt an. Seine Amtszeit endete im März 2016, sein Nachfolger wurde Laurent Fabius.

## Privat
Debré war seit Juli 2007 verwitwet und hatte drei Kinder von seiner Ehefrau Anne-Marie:
Charles-Emmanuel Debré, Guillaume Debré (Journalist) und Marie-Victoire Debré (Schauspielerin). Jean-Louis Debré starb am 4. März 2025 im Alter von 80 Jahren.

## Ehrungen und Auszeichnungen
- Ordre du Mérite agricole (Ritter)
- Orden de Isabel la Católica (Großkreuz)

## Veröffentlichungen

### Wissenschaftliche und politische Veröffentlichungen
- Essai sur les idées constitutionnelles du Général de Gaulle. Librairie générale de droit et de jurisprudence, Paris 1974, ISBN 2-275-01303-2. (Dissertation, ausgezeichnet mit dem Prix Edmond Michelet)
- mit Jean Pierre Boivin: La Constitution de la Ve République. Presses universitaires de France, Paris 1975, ISBN 2-13-033451-2.
- mit Michel Debré: Le pouvoir politique. Seghers, Paris 1976.
- mit Michel Debré: Le gaullisme. Plon, Paris 1977, ISBN 2-259-00330-3.
- La justice au XIXe siècle. Band 1: les magistrats. Librairie Académique Perrin, Paris 1980, ISBN 2-262-00215-0.
- La justice au XIXe siècle. Band 2: Les Républiques des avocats. Librairie Académique Perrin, Paris 1984, ISBN 2-262-00307-6.
- En mon for intérieur. Jean-Claude Lattès, Paris 1997, ISBN 2-7096-1803-6.
- Le gaullisme n’est pas une nostalgie. Robert Laffont, Paris 1999, ISBN 2-221-09015-2.
- Les oubliés de la République. Fayard, Paris 2008, ISBN 978-2-213-63709-9.
- Dynasties républicaines. Fayard, Paris 2009, ISBN 978-2-213-64339-7.
- mit Philippe Lorin: En tête à tête avec Charles de Gaulle. Gründ, Paris 2010, ISBN 978-2-7000-2930-7.
- mit Philippe Lorin: En tête-à-tête avec les Présidents de la République. Gründ, Paris 2011, ISBN 978-2-7000-3263-5.
- mit Valérie Bochenek: Ces femmes qui ont réveillé la France. Fayard, Paris 2013, ISBN 978-2-213-67180-2.
- Le monde selon Chirac. Tallandier, Paris 2015, ISBN 979-10-210-0866-3.

### Romane
- Le curieux. Édition n° 1, Paris 1986, ISBN 2-86391-199-6.
- Pièges. Robert Laffont, Paris 1998, ISBN 2-221-08814-X.
- Quand les brochets font courir les carpes. Fayard, Paris 2008, ISBN 978-2-253-12510-5.
- Meurtre à l’Assemblée. Fayard, Paris 2009, ISBN 978-2-213-64284-0.
- Regard de femme. Fayard, Paris 2010, ISBN 978-2-213-65570-3.
- Jeux de haine. Fayard, Paris 2011, ISBN 978-2-213-66203-9.